# Hanfgewächse
Die Hanfgewächse (Cannabaceae) sind eine Pflanzenfamilie in der Ordnung der Rosenartigen (Rosales). Die etwa elf Gattungen mit etwa 170 Arten sind fast weltweit verbreitet.
Die wichtigsten Nutzpflanzen der Familie der Hanfgewächse sind in den beiden Gattungen Hanf (Cannabis) und Hopfen (Humulus).

## Beschreibung

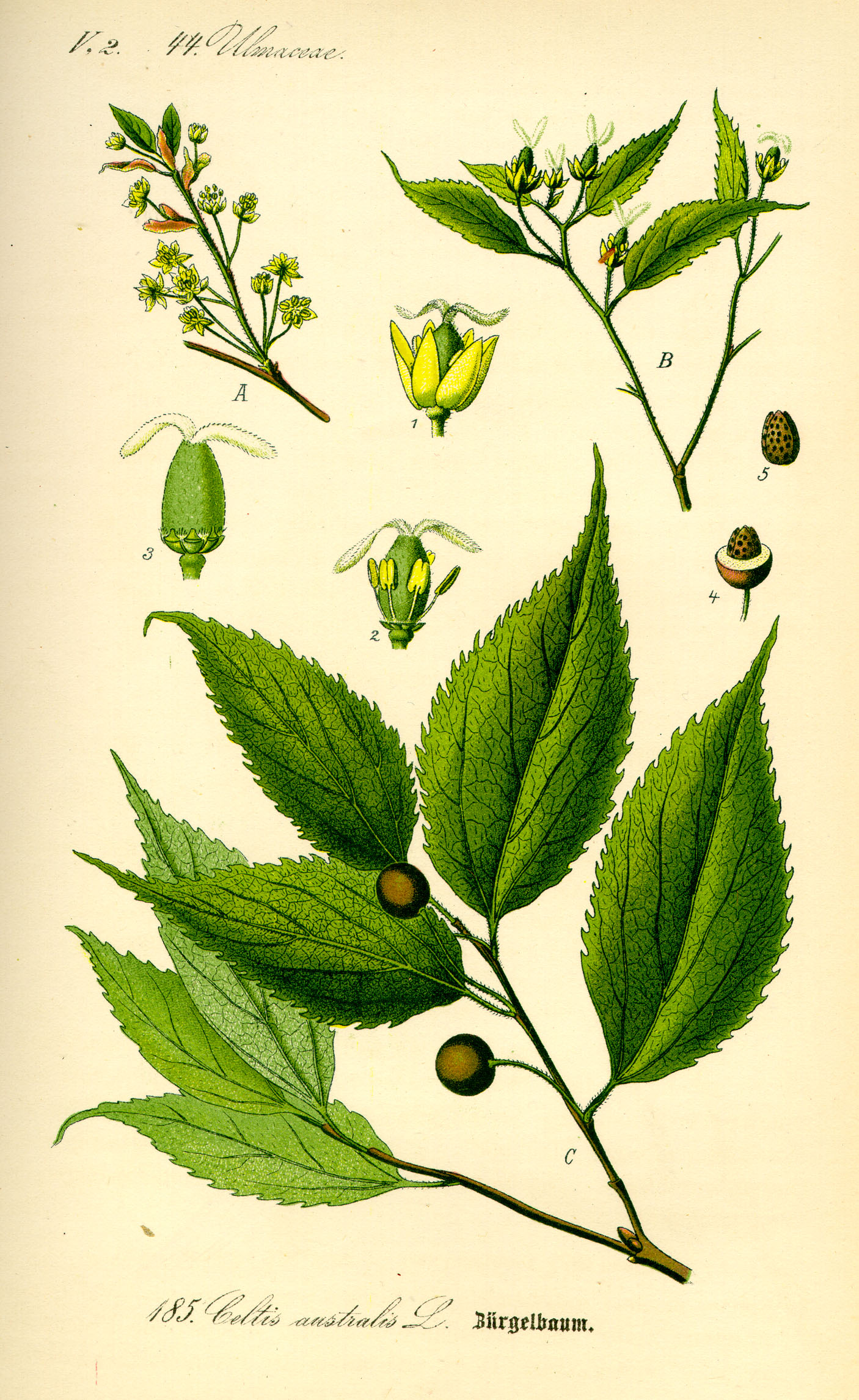
Illustration des Europäischen Zürgelbaumes (Celtis australis)

### Erscheinungsbild und Blätter
Es sind ausdauernde krautige Pflanzen oder verholzende Pflanzen: Sträucher und Bäume; einige Arten sind Kletterpflanzen. Manche Arten enthalten Harz. 
Die Anordnung der Blätter an den Stängeln oder Zweigen ist gegenständig oder wechselständig und dabei schraubig oder zweizeilig. Die gestielten Laubblätter besitzen eine sehr vielgestaltige Blattspreite von einfach über handförmig gelappt bis geteilt. Sie haben immer einen gesägten Blattrand. Nebenblätter sind immer vorhanden, sie können untereinander verwachsen sein oder nicht. 

### Blütenstände, Blüten und Früchte
Sie sind meist zweihäusig (diözisch), selten einhäusig (monözisch) getrenntgeschlechtig. Die verzweigten, dichten Blütenstände mit Deckblättern enden in einem zymösen Teilblütenstand. 
Die eingeschlechtigen Blüten sind radiärsymmetrisch und fünfzählig. Oft ist ein Teil der Blütenhüllblätter reduziert. Es sind fünf Kelchblätter vorhanden: in männlichen Blüten sind sie frei, in weiblichen Blüten sind sie teilweise verwachsen. Kronblätter fehlen oft. In den männlichen Blüten ist nur ein Kreis mit fünf fertilen Staubblättern vorhanden. In den weiblichen Blüten sind zwei Fruchtblätter zu einem synkarpen, oberständigen Fruchtknoten verwachsen. Der sehr kurze Griffel endet in zwei langen Narben. Die Bestäubung erfolgt meist durch den Wind (Anemophilie). 
Sie bilden oft Steinfrüchte oder seltener bei Cannabis und Humulus Nussfrüchte. 

### Inhaltsstoffe und Chromosomensätze
An Inhaltsstoffen sind Alkaloide und Flavonole vorhanden.
Die Chromosomengrundzahl beträgt meist x = 10.

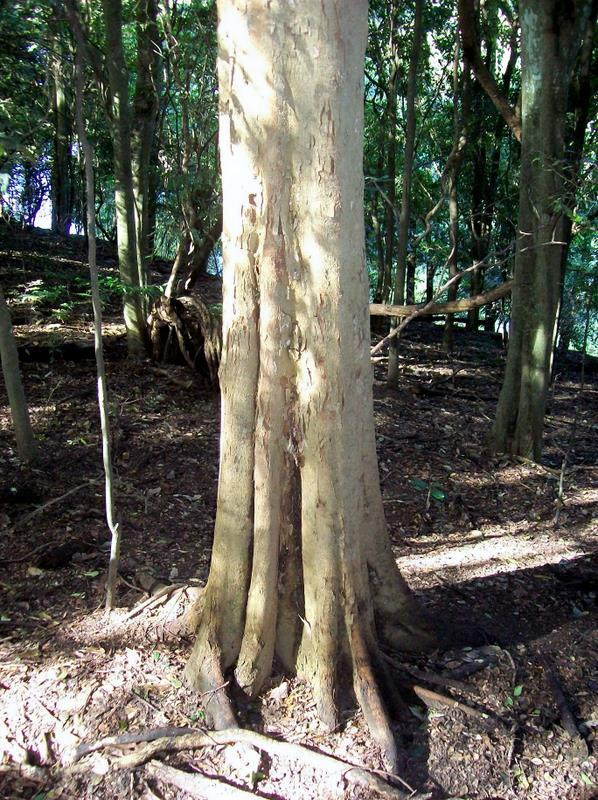
Stamm von Aphananthe philippinensis

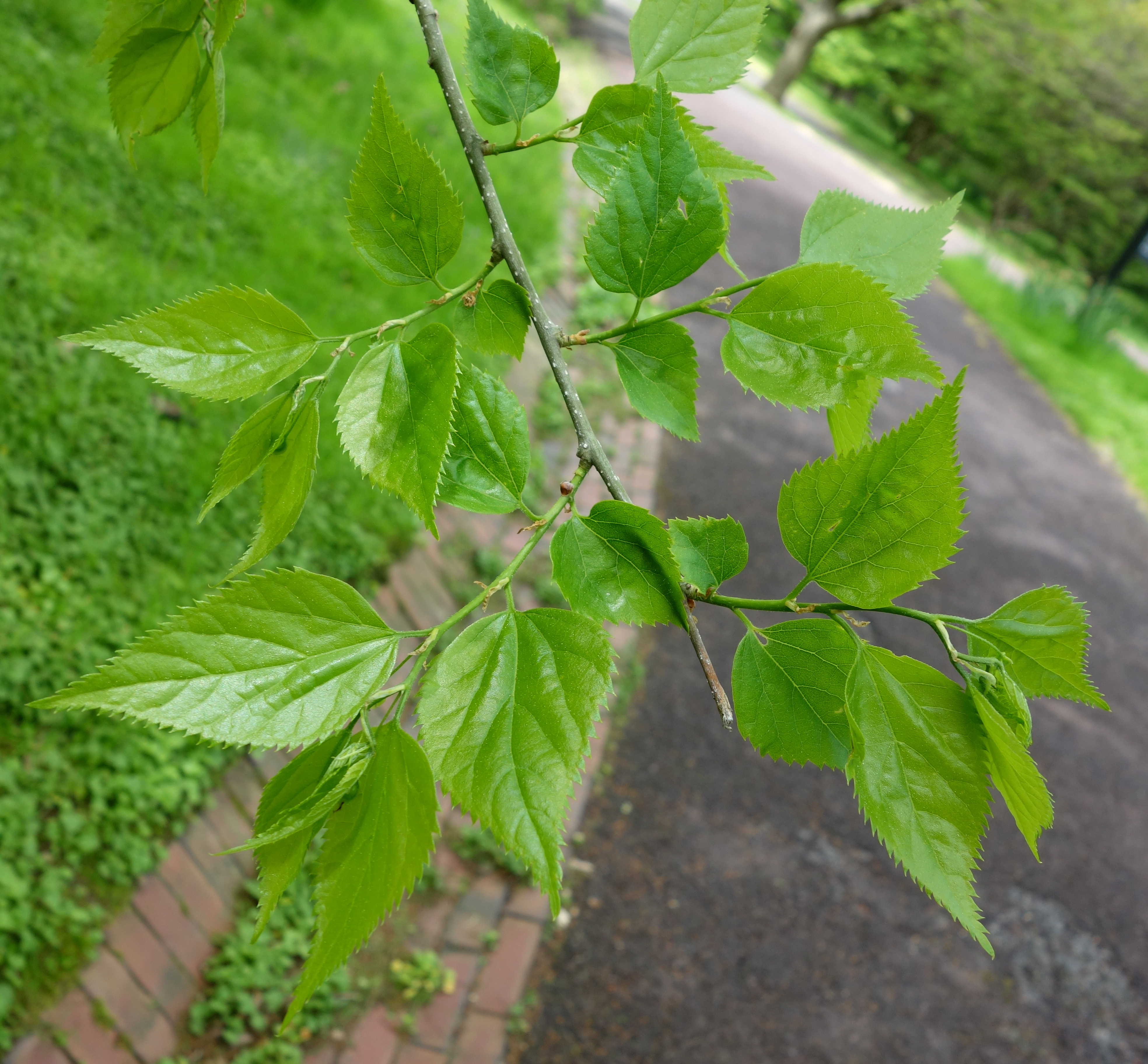
Pteroceltis tatarinowii

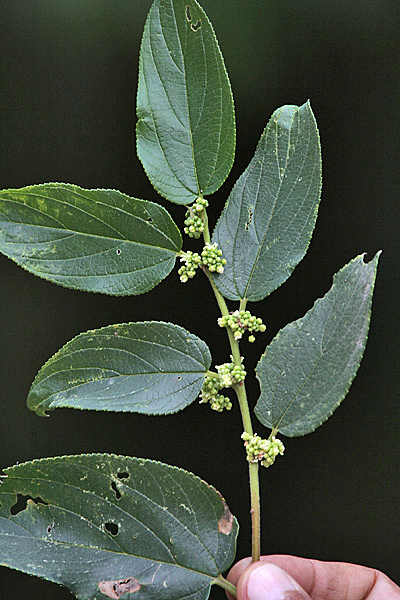
Blütenstände und Laubblätter von Trema orientalis

## Systematik
Die gültige Erstveröffentlichung des Familiennamens Cannabaceae erfolgte 1820 durch Ivan Ivanovič Martinov in Tekhno-Botanicheskīĭ Slovar …, S. 99. Die Veröffentlichung von Cannabidaceae durch Stephan Ladislaus Endlicher erfolgte erst 1837 in Genera plantarum secundum ordines naturales disposita. Typusgattung ist Cannabis L.

### Stellung in der Ordnung Rosales
Die Familie Cannabaceae bestand lange Zeit nur aus den beiden Gattungen Cannabis und Humulus innerhalb einer Ordnung Urticales. Molekulargenetische Untersuchungen zeigten, dass die sechs oder sieben Familien und 2600 Arten der früheren Ordnung Urticales mit in die Ordnung Rosales gehören. Es stellte sich heraus, dass die Unterfamilie Celtidoideae mit den Gattungen Aphananthe, Celtis, Gironniera, Pteroceltis und Trema nicht näher mit der Unterfamilie Ulmoideae verwandt sind. Statt in die Ulmaceae gehören die Gattungen der Celtidoideae zu den Cannabaceae.
Obwohl die Celtidoideae mehr Gattungen und Arten enthalten, heißt die Familie nicht Celtidaceae, sondern aus Prioritätsgründen Cannabaceae. So ergeben sich folgende Synonyme für Cannabaceae Martinov: Cannabidaceae Endl., Celtidaceae Engl., Lupulaceae Schultz Sch., nom. illeg.
Verwandte Familien innerhalb der Ordnung Rosales:
|  | Cannabaceae                                             |
|  |                                                         |
|  | \| \| Moraceae \| \| \| \| \| \| Urticaceae \| \| \| \| |
|  |                                                         |
|  | Moraceae                                                |
|  |                                                         |
|  | Urticaceae                                              |
|  |                                                         |

|  | Moraceae   |
|  |            |
|  | Urticaceae |
|  |            |

|  | Cannabaceae                                             |
|  |                                                         |
|  | \| \| Moraceae \| \| \| \| \| \| Urticaceae \| \| \| \| |
|  |                                                         |
|  | Moraceae                                                |
|  |                                                         |
|  | Urticaceae                                              |
|  |                                                         |

|  | Moraceae   |
|  |            |
|  | Urticaceae |
|  |            |

|  | Cannabaceae                                             |
|  |                                                         |
|  | \| \| Moraceae \| \| \| \| \| \| Urticaceae \| \| \| \| |
|  |                                                         |
|  | Moraceae                                                |
|  |                                                         |
|  | Urticaceae                                              |
|  |                                                         |

|  | Moraceae   |
|  |            |
|  | Urticaceae |
|  |            |

|  | Cannabaceae                                             |
|  |                                                         |
|  | \| \| Moraceae \| \| \| \| \| \| Urticaceae \| \| \| \| |
|  |                                                         |
|  | Moraceae                                                |
|  |                                                         |
|  | Urticaceae                                              |
|  |                                                         |

|  | Moraceae   |
|  |            |
|  | Urticaceae |
|  |            |

### Gattungen
Die Familie der Hanfgewächse (Cannabaceae) enthält heute etwa (neun bis) elf Gattungen mit etwa 170 Arten:
- Aphananthe Planch. (Syn.: Homoioceltis Blume, Mirandaceltis Sharp): Die etwa fünf Arten kommen im östlichen Asien, auf Madagaskar, in Mexiko und auf pazifischen Inseln vor, zwei davon in China.
  - Aphananthe aspera (Thunb.) Planch.: Aus Japan, Korea, Taiwan, Vietnam und aus dem zentralen bis südlichen China.
- Cannabis L., Hanf: Es sind nur ein bis drei Arten, die vermutlich ursprünglich in Zentralasien beheimatet sind.
- Celtis L., Zürgelbäume (Syn.: Momisia F.Dietr., Sparrea Hunz. & Dottori): Die etwa 60 bis 100 Arten sind von den Tropen bis in gemäßigte Gebiete verbreitet.
- Chaetacme Planch. (Syn.: Chaetachme Planch., orth. var.): Die nur vier Arten sind in Westafrika verbreitet.
- Gironniera Gaudich. (Syn.: Helminthospermum Thwaites, Nematostigma Planch.): Die etwa 6 Arten sind in Südostasien, auf pazifischen Inseln und auf Sri Lanka verbreitet.
- Humulus L., Hopfen (Syn.: Humulopsis Grudz., Lupulus Mill.): Die nur zwei bis drei Arten sind auf der Nordhalbkugel verbreitet.
- Lozanella Greenm. (früher in Ulmaceae): Die nur zwei Arten kommen von Mexiko bis Bolivien vor.
- Parasponia Miq.: Die etwa 5 Arten kommen auf pazifischen Inseln vor. Die Wurzeln haben zur Stickstofffixierung eine Symbiose mit Rhizobium; es ist die einzige Pflanzengruppe außer den Leguminosen, die mit diesen Organismen Stickstoff fixieren, ansonsten sind Actinomyceten die Symbionten.[7]
- Pteroceltis Maxim. mit der einzigen Art Pteroceltis tatarinowii Maxim: Sie gedeiht auf Kalkstein entlang von Flüssen in Höhenlagen zwischen 100 und 1500 Meter nur in China.[8]
- Trema Lour. (Syn.: Sponia Comm. ex Decne.): Die etwa 15 Arten sind in den Tropen und Subtropen verbreitet.

## Galerie
- Hanf (Cannabis sativa):

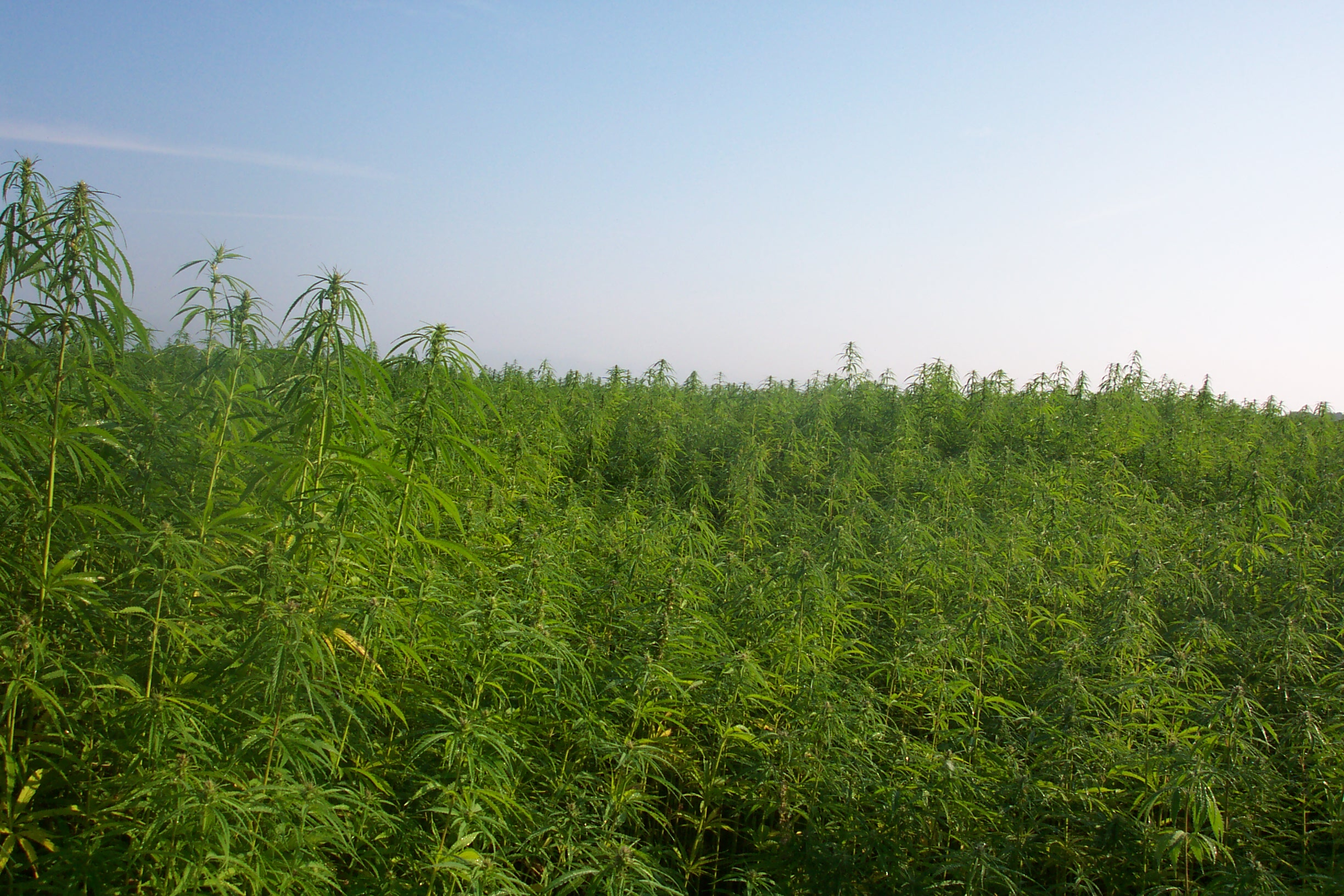
Feld
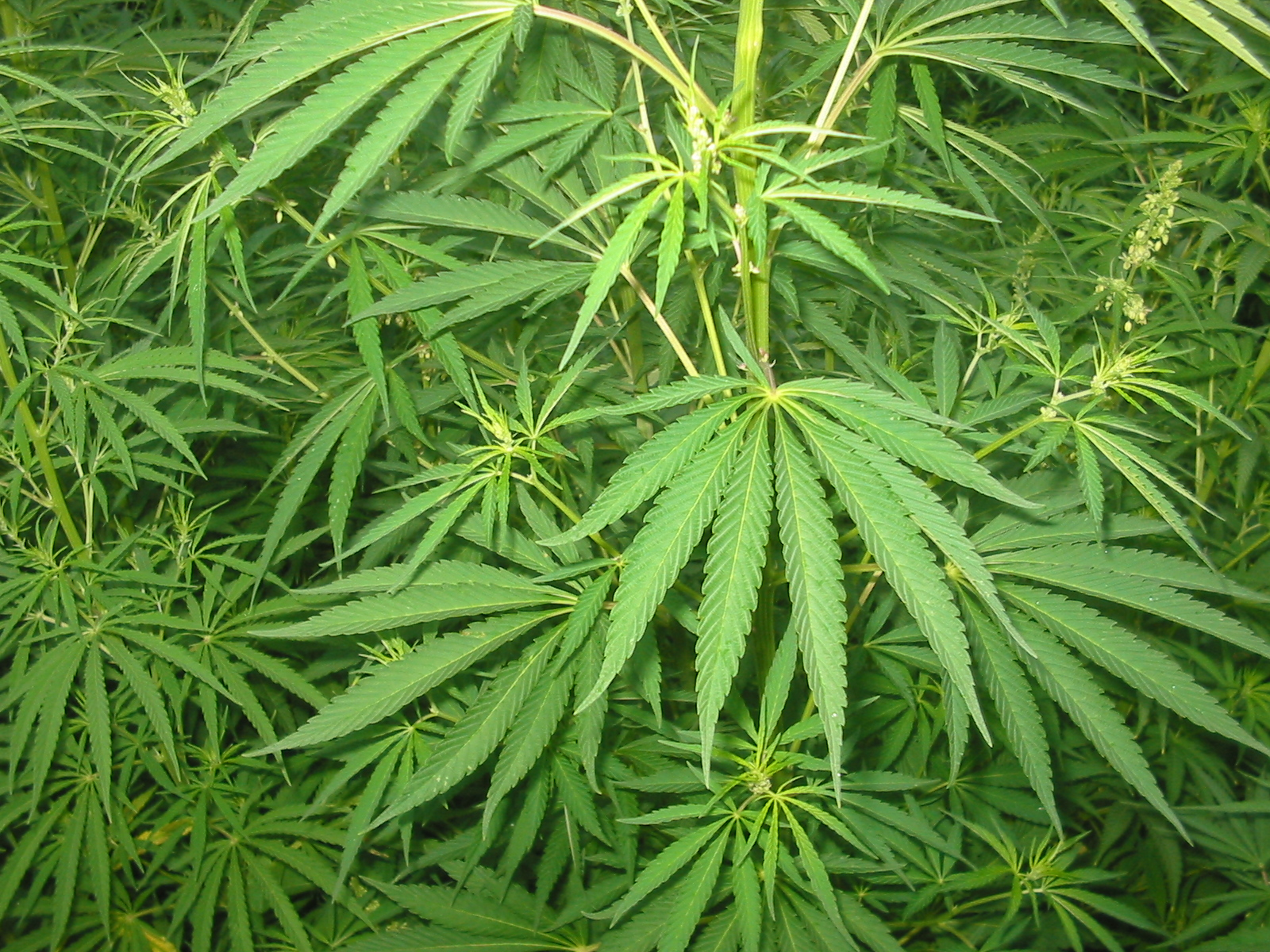
Habitus und Blätter
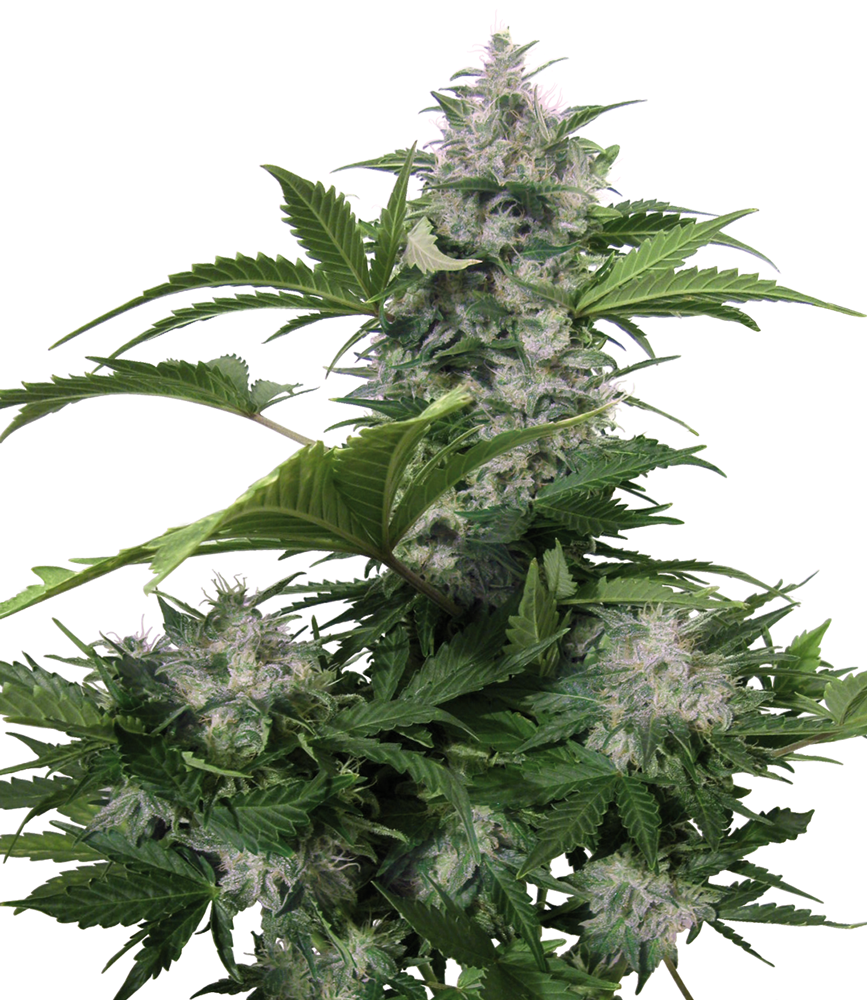
Weiblicher Blütenstand
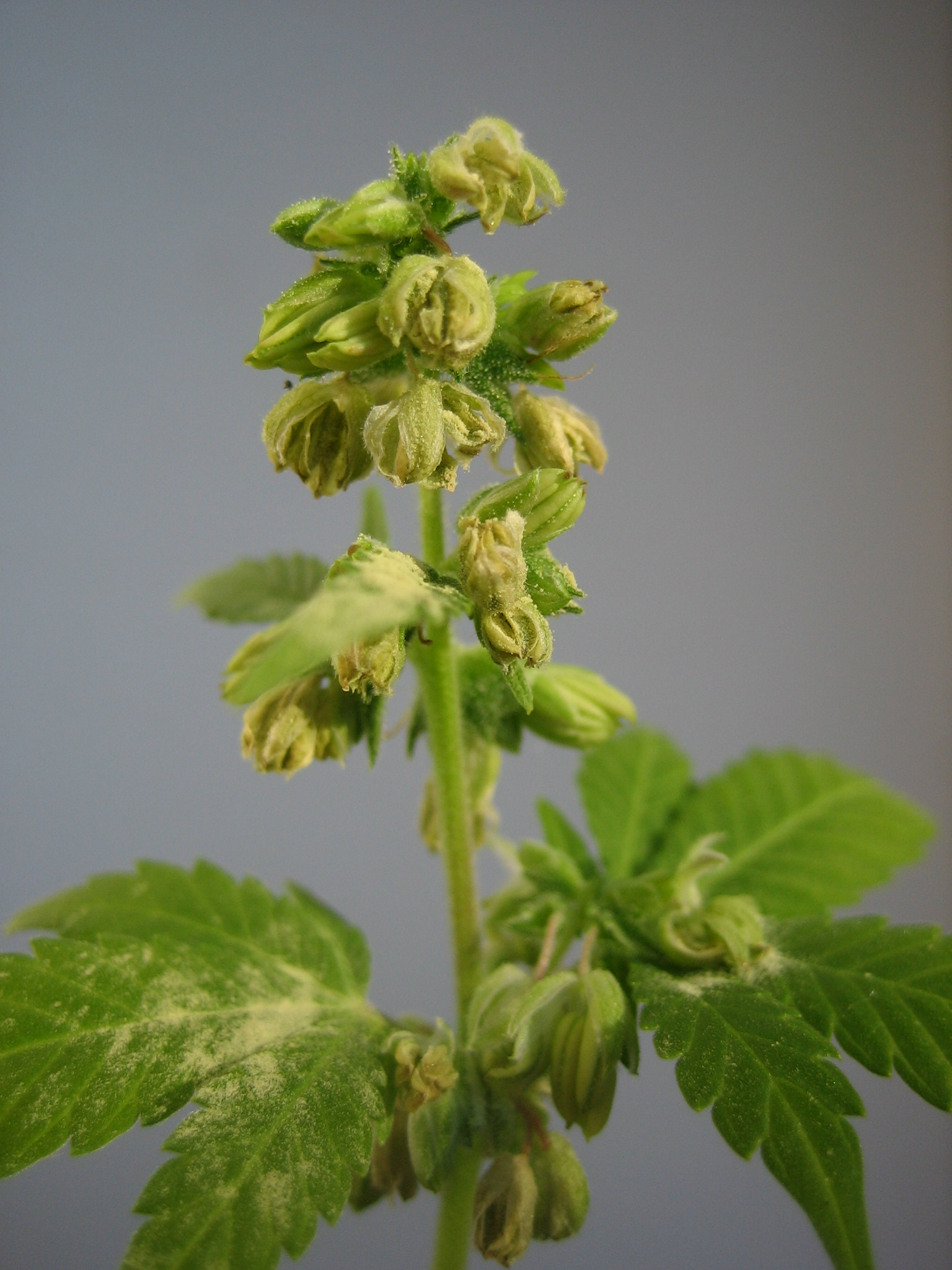
Männlicher Blütenstand
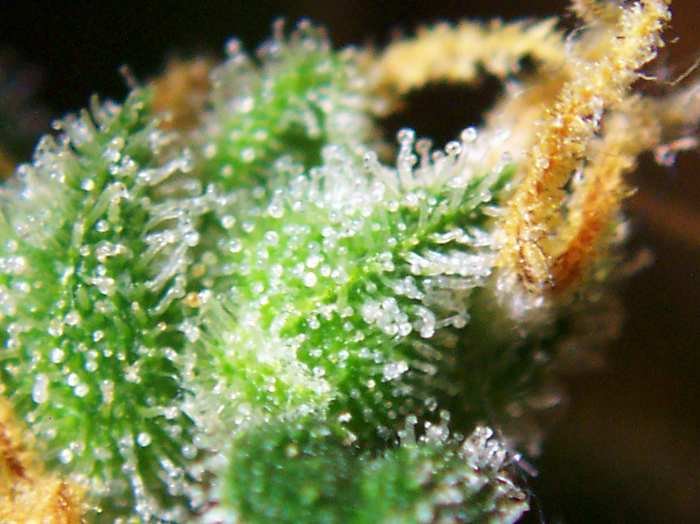
Weibliche Blüten (Nahansicht)
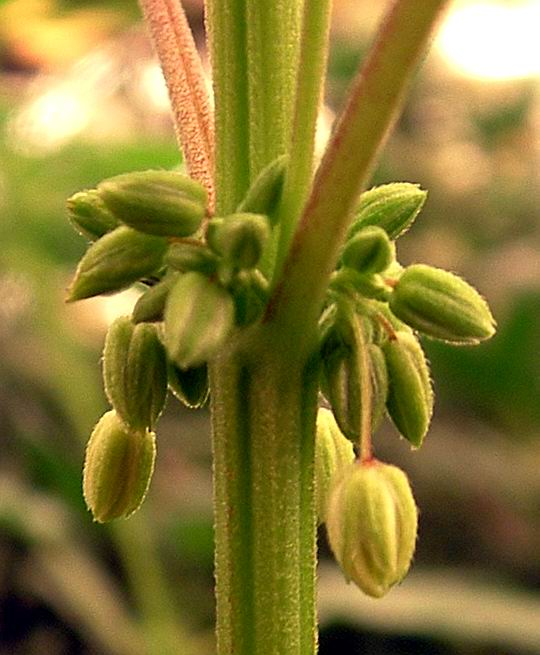
Männliche Blüten (Nahansicht)

- Hopfen (Humulus):

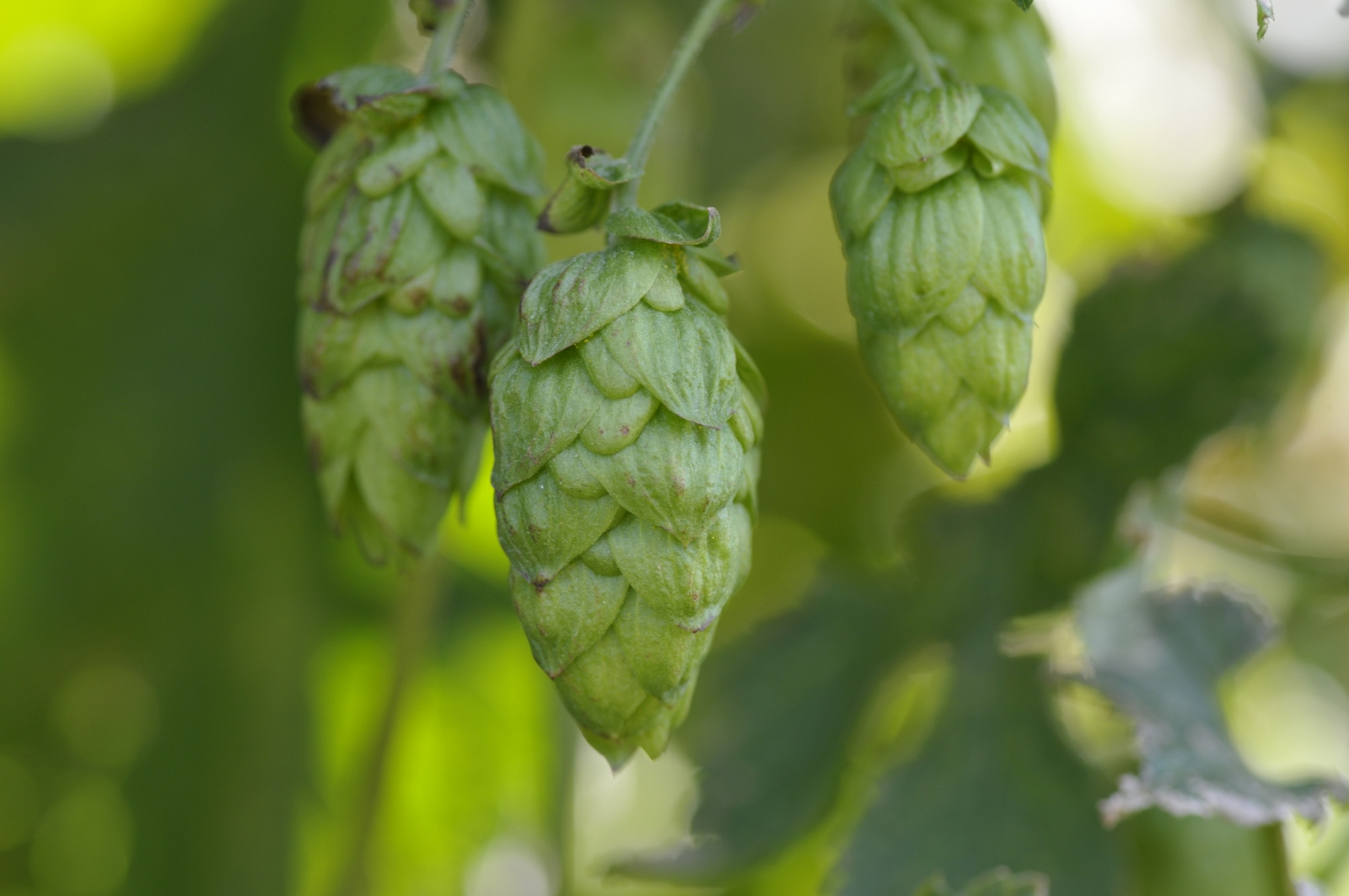
Weiblicher Blütenstand des Kulturhopfen
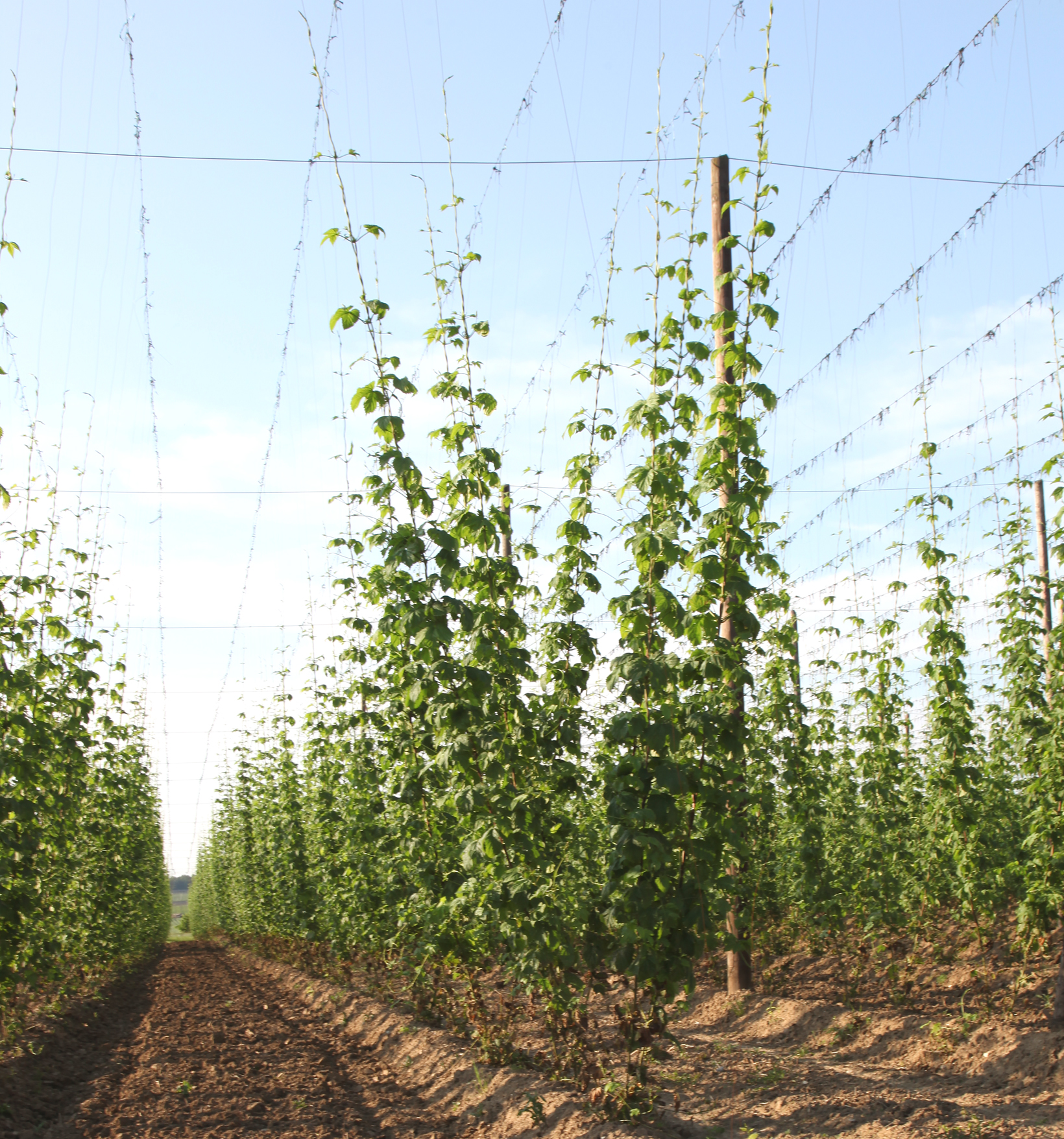
V-förmig rankende Kulturhopfenpflanzen im Feld
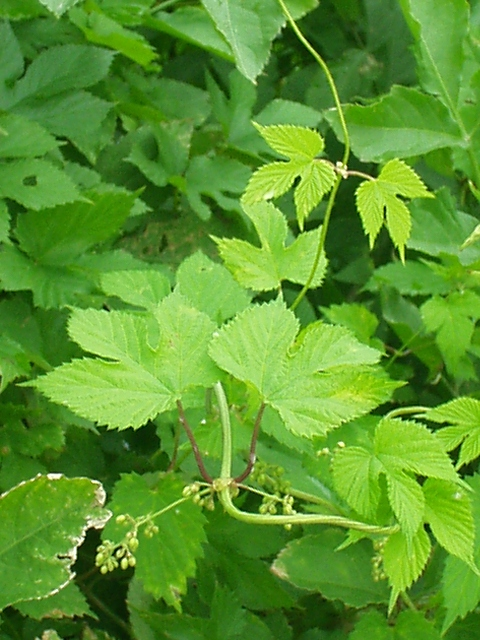
Blätter des wilden Hopfens
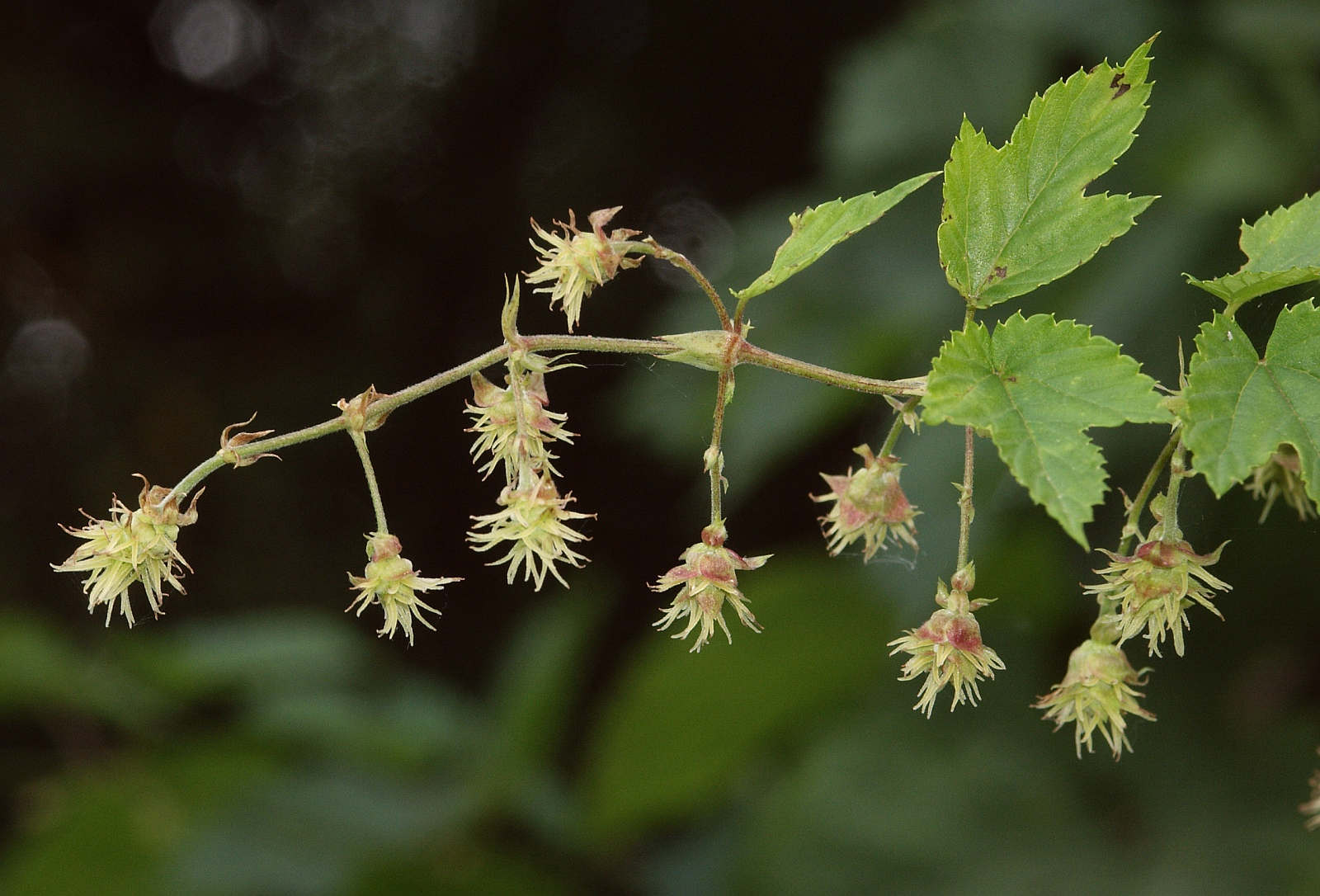
Weibliche Blüten des wilden Hopfens
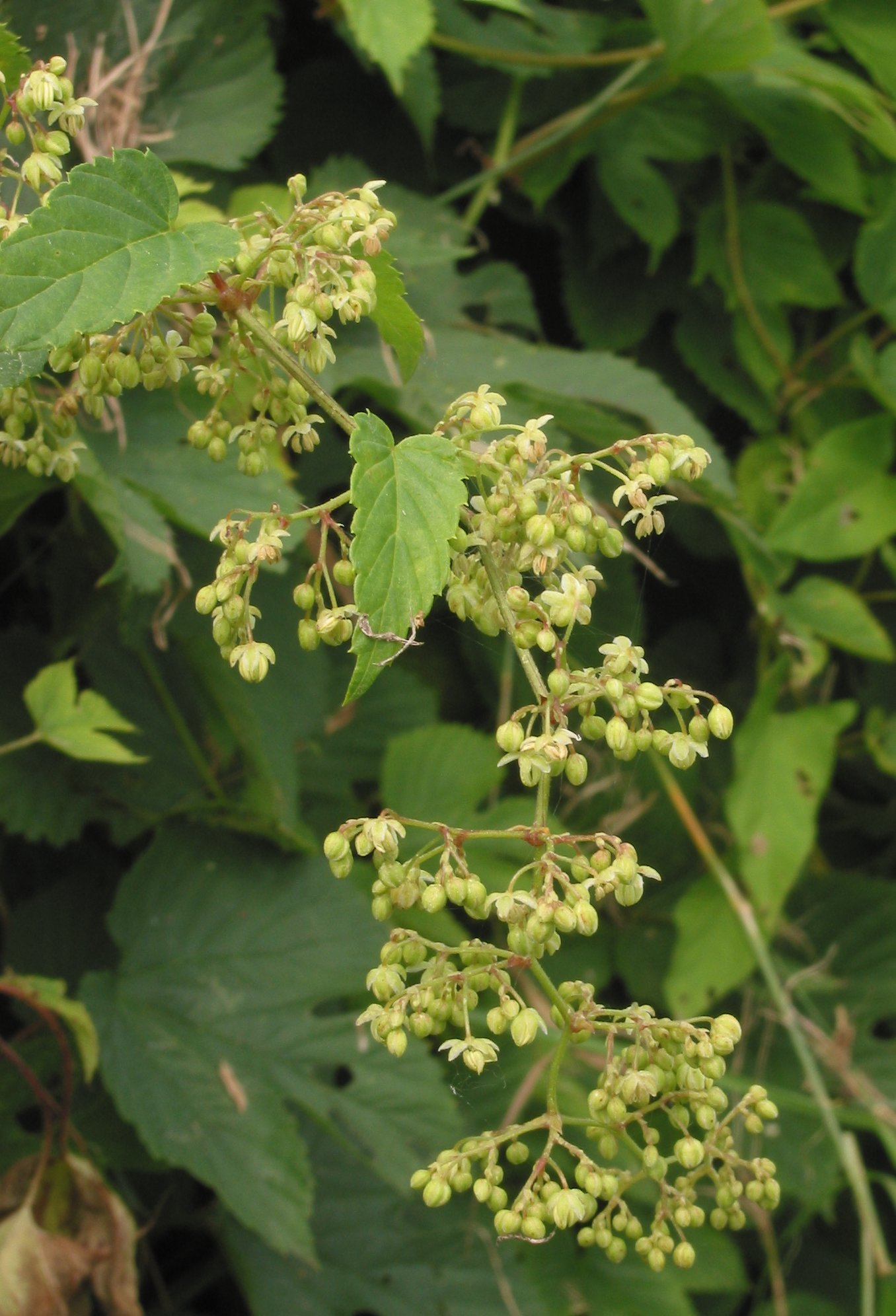
Männliche Blüten des wilden Hopfens
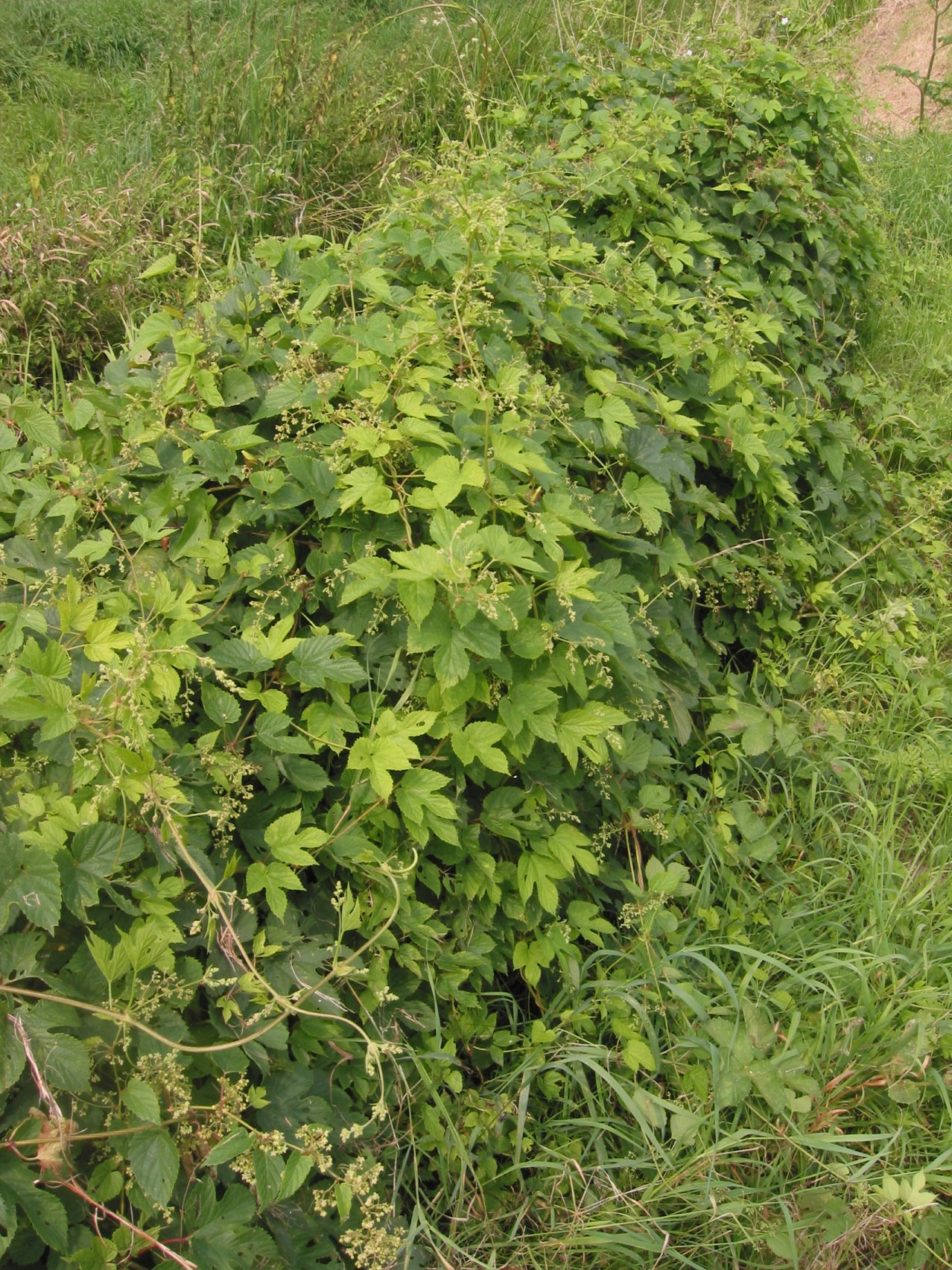
Männliche Pflanze des wilden Hopfens

- Westlicher Zürgelbaum (Celtis occidentalis):

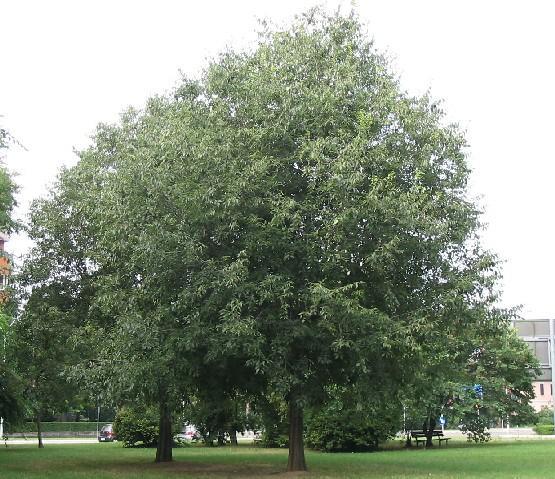
Habitus
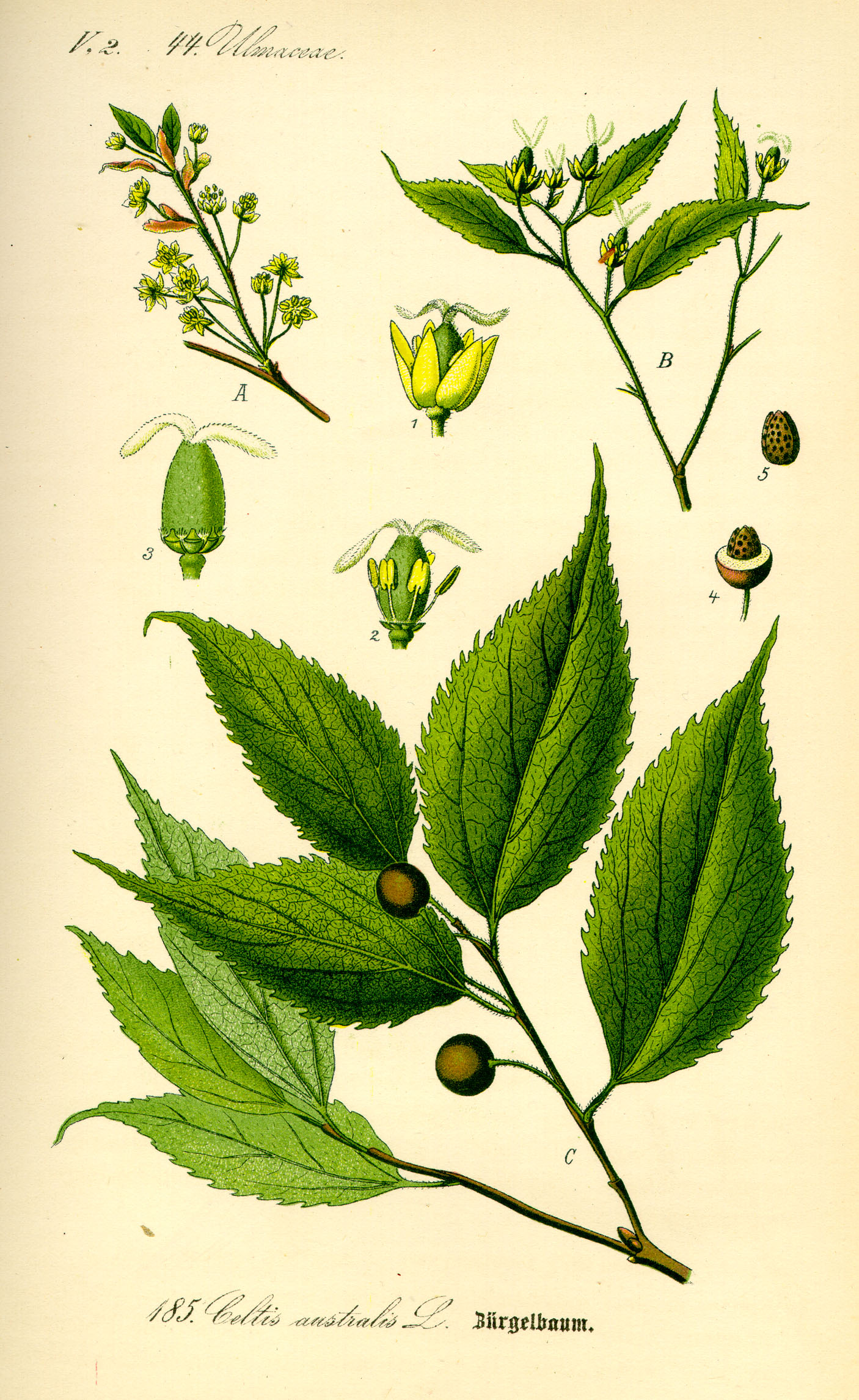
Blätter, Blüten, Früchte

- Blätter und unreife Steinfrüchte
- Zweig mit reifen Steinfrüchten
- Stamm und Rinde

- Europäischer Zürgelbaum (Celtis australis):

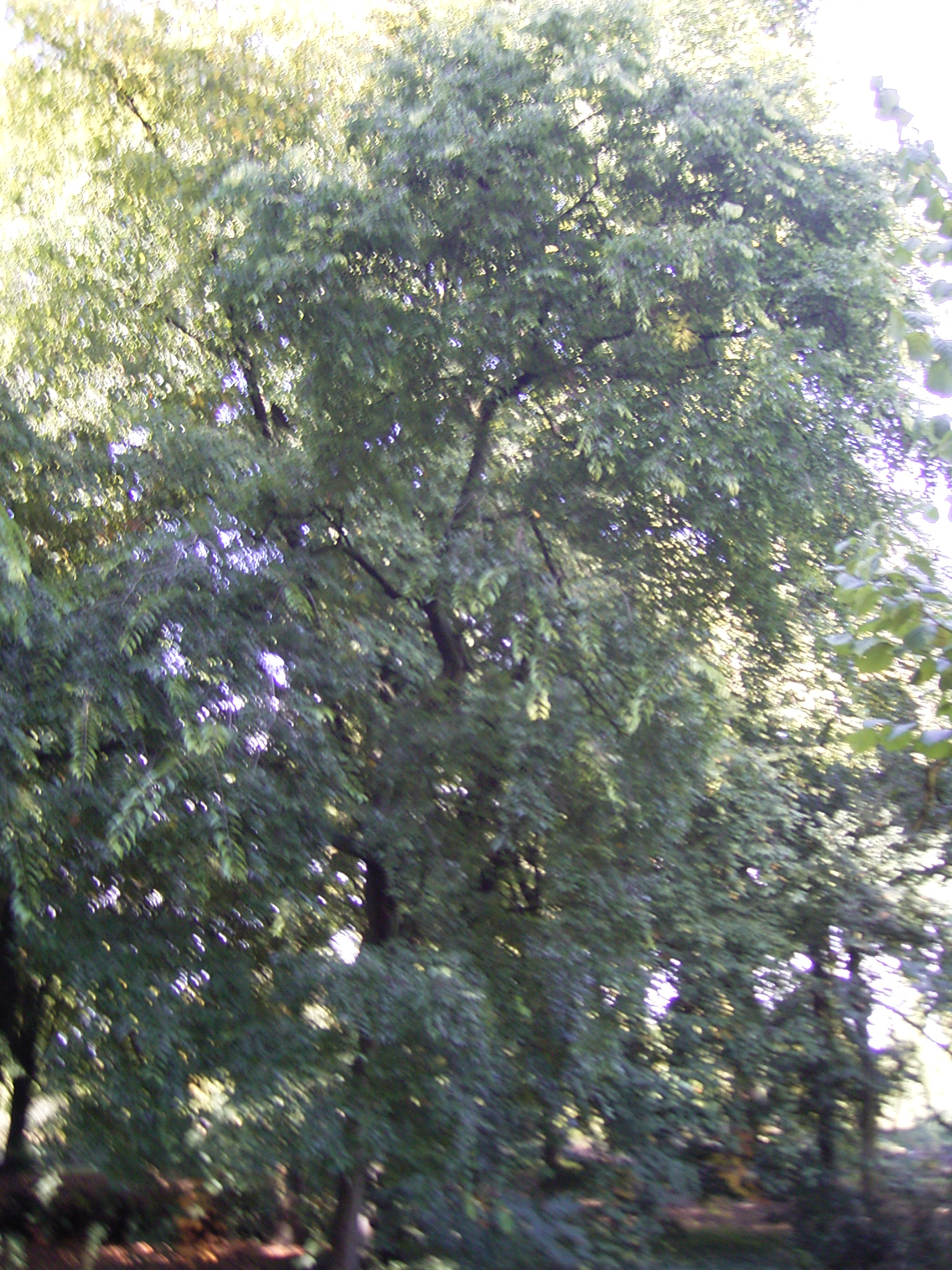
Habitus
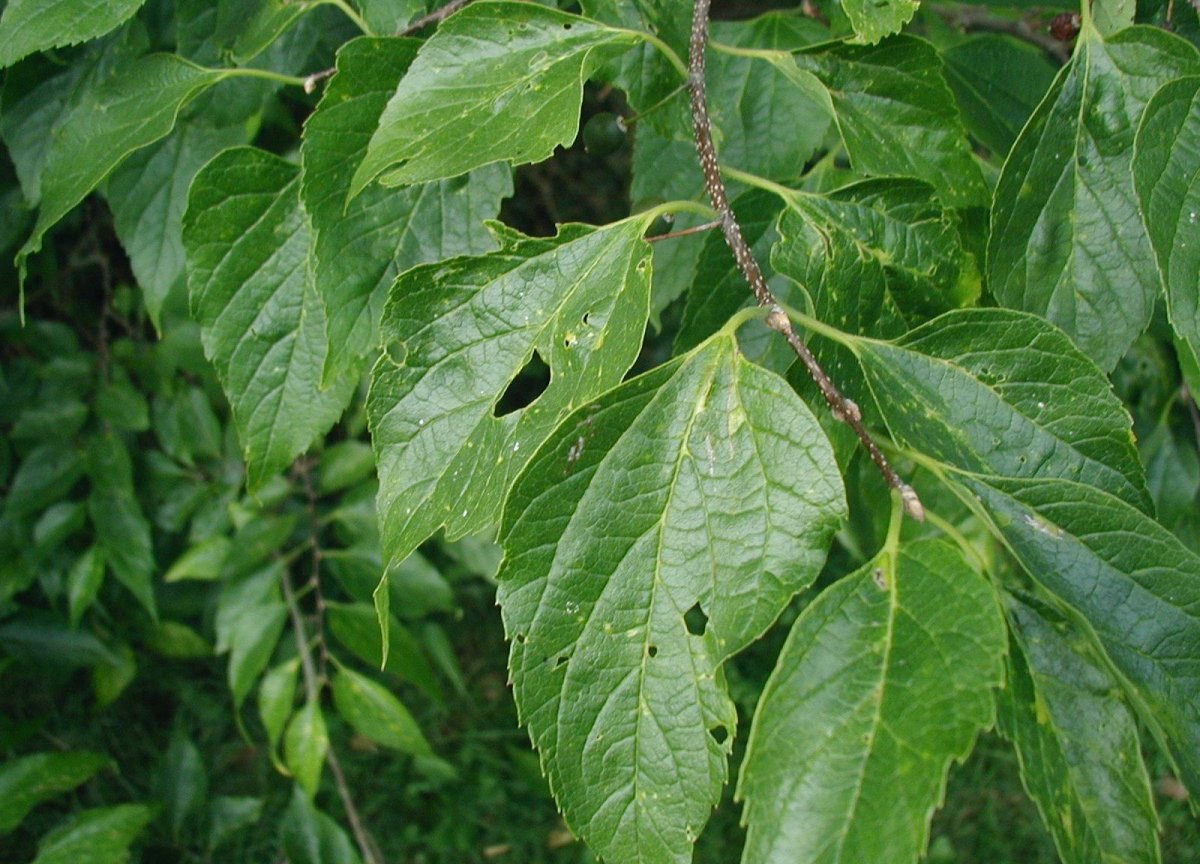
Blätter und unreife Steinfrüchte
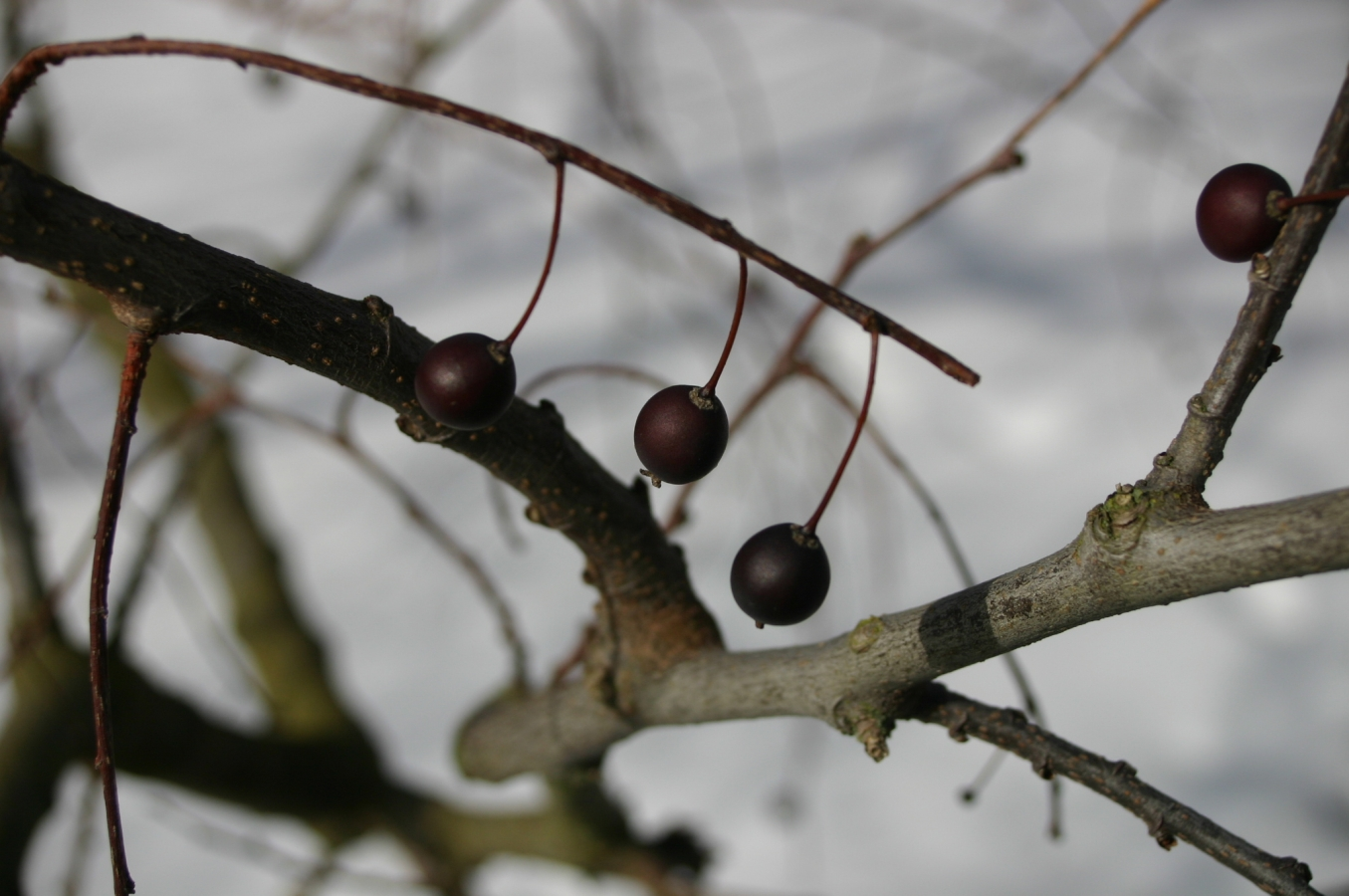
Zweig mit reifen Steinfrüchten
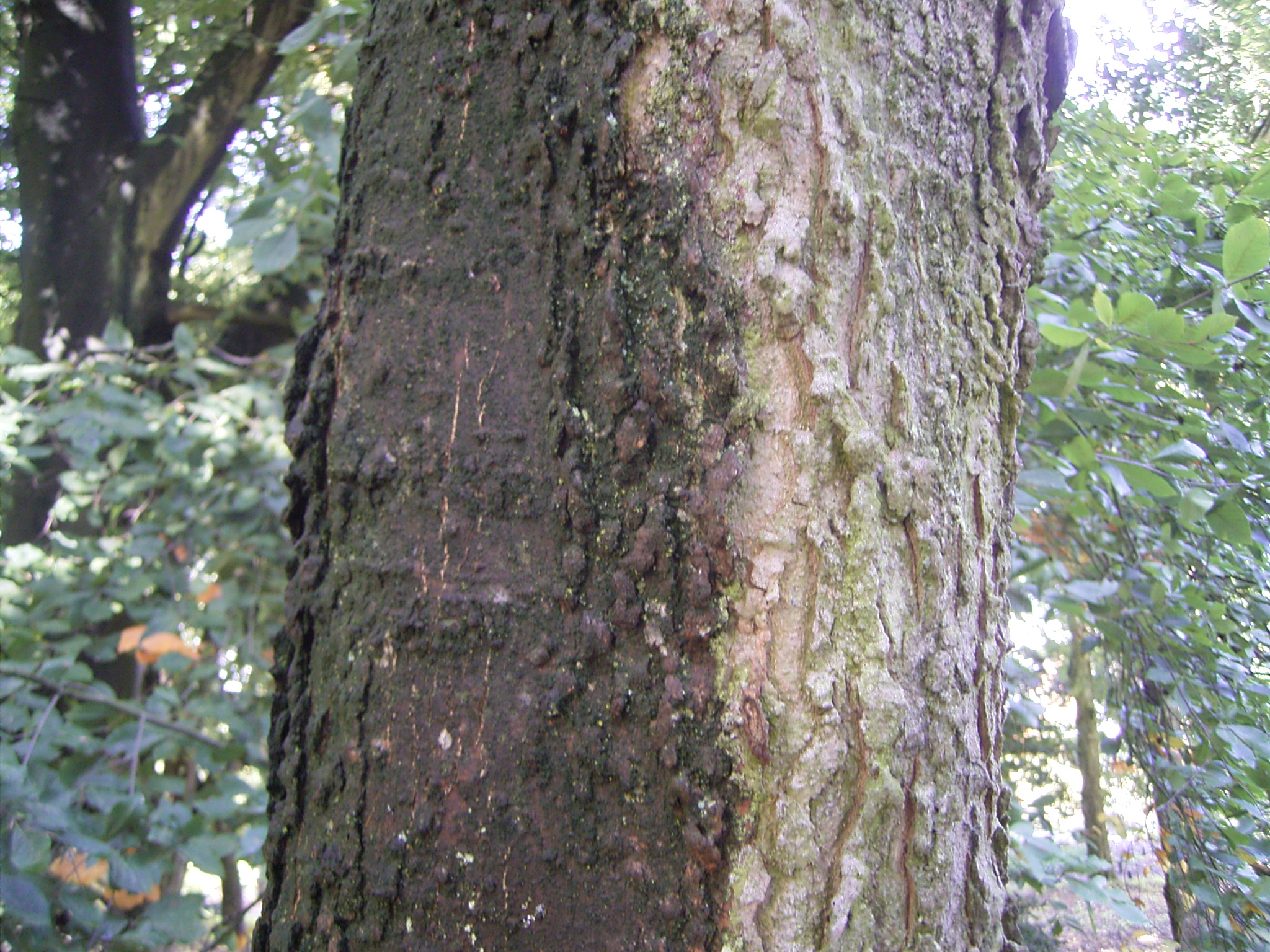
Stamm und Rinde

- Blätter, Blüten, Früchte